# Teodor Cosma
Teodor Cosma (* 7. August 1910 in Bukarest, Rumänien; † 9. Oktober 2011 in Paris, Frankreich) war ein rumänischer Pianist, Arrangeur und Dirigent. Er ist der Bruder des Dirigenten Edgar Cosma und Vater des Filmmusik-Komponisten Vladimir Cosma.

## Biographie
Die Familie von Teodor Cosma stammt ursprünglich aus Craiova. Cosma selbst wurde jedoch in Bukarest geboren, wo er auch am nationalen Konservatorium Musik studierte. Seine Ausbildung setzte er in Paris bei dem Pianisten Lazare Lévy am Conservatoire de Paris und Jean Wiener fort. Zu Beginn des Jahres 1930 kehrte er nach Rumänien zurück, dort leitete er verschiedene Orchester, darunter von 1934 bis 1940 das Radio Jazz Orchestra, 1942 das Orchester des hebräischen Theaters „Barașeum“ in Bukarest und von 1947 bis 1950 die Band „Mon Jardin“, bevor er 1950 die Leitung des Orchesters bei Electrecord, dem wichtigsten rumänischen Schallplattenproduzenten, übernahm.
Cosma entdeckte und förderte mehrere rumänische Musiker am Beginn ihrer Karriere, dazu gehörten der Komponist Marius Constant und der Dirigent Sergiu Celibidache. 1962 verließ Cosma zusammen mit seiner Frau und seinem Sohn, dem später als Komponist zahlreicher Filmmusiken erfolgreichen Vladimir Cosma, sein Heimatland.